# 孝章皇后
孝章宋皇后（952年—995年），宋太祖皇后，號爲「開寶皇后」。

## 家世
宋氏為五代十國將領宋偓（926－989年）的長女，生母爲後漢永寧公主（後漢高祖劉知遠之女）。而宋氏的父親宋偓是後唐莊宗外孫，其生母爲後唐義寧公主。宋家可謂三朝國戚，《宋史·宋偓傳》稱其「近代貴盛，鮮有其比」。宋氏的妹婿是張遜（張先的祖父）、孟隆諗 （後蜀孟玄喆之子）、寇準、韓崇訓、王德用。

## 生平
出生於顯貴的宋氏自幼出入宮廷，因而見多識廣，進退有度。幼時隨母入見，即爲後周太祖郭威所喜愛，賜以冠帔（以郭威殁年計算，其時宋氏當在三歲以下）。其時宋偓在華州節度使任上，宋氏隨母歸鎮。乾德五年（967），隨母來賀長春節，因美貌出眾，又蒙宋太祖垂青，再次賜以冠帔。孝明王皇后（942－963年）死後，中宮虛位，至開寶元年（968）二月，宋氏被封爲皇后，這年宋皇后才十七歲，成爲宋太祖繼孝惠賀皇后（929－958年，追封）、孝明王皇后之後的第三位正妻。
太祖比宋皇后大二十五歲，甚至其元配所生長子趙德昭（951－979年）也比宋皇后要年長一歲，然而夫妻相處和洽。宋皇后姿色嬌豔，溫柔賢慧，史稱她每當太祖退朝，「常具冠帔候接，佐御饌」（《宋史·后妃傳》），足見夫妻相敬如賓。宋后無出，她在太祖僅存的兩個兒子德昭和德芳（959－981年）中，似乎更爲偏愛幼子德芳。由於德昭年紀比宋皇后還大，宋皇后身為繼母，或許是爲了回避這種尷尬，對他保持距離，而對於小自己七歲的德芳，就不存在這種顧忌——當然這僅是一種猜測而已。
開寶九年（976）十月十日夜，太祖暴崩，皇弟光義嗣位爲太宗，宋皇后身為皇嫂，無法成為皇太后，因而上徽號為開寶皇后，次年命她移居西宮。雍熙四年（987），又命她移居東宮。至道元年（995）四月，宋皇后去世。有司上諡號曰「孝章皇后」，然而太宗卻不爲皇嫂成服，亦不令群臣臨喪，完全不合宋氏身爲先帝皇后應享有的禮儀。於是翰林學士王禹偁對賓客言「后嘗母儀天下，當遵用舊禮」（《宋史·王禹偁傳》），竟坐訕謗遭貶，出知滁州。宋皇后梓宮遷於故燕國長公主（宋太祖妹）府第，權殯普濟佛舍，既不與太祖合葬，神主亦不祔廟。至道三年（997）正月，乃祔葬太祖永昌陵之北，命吏部侍郎李至撰哀冊文，神主享於別廟。至太宗的玄孫神宗時，方纔升祔太廟。後世史家如李贄等據此痛責太宗，認爲太宗的薄情之舉與宋后在「燭影斧聲」當夜的行動有關（後述）。
宋后的父親爲宋朝立國有功，兄弟多富貴，幼妹則嫁與名相寇准爲妻。宋后病重時，曾對晉國長公主（太祖元配賀皇后所生）說，「我瞑目無他憂，惟慮族屬不敦睦，貽笑於人」（《宋史·宋偓傳》）。真宗景德中（998－1003年），她的幼弟宋元翰果真來到開封，要求分家析財。由此可見宋后的先知。

## 「燭影斧聲」中的宋皇后
據司馬光《涑水紀聞》記載，「太祖初晏駕，時已四鼓，孝章宋后使內侍都知王繼隆（王繼恩之誤）召秦王趙德芳。繼隆以太祖傳位晉王之志素定，乃不召德芳，徑趨開封府召晉王」。又遇醫官賈德玄（程德玄之誤），「乃告以故，叩門與之俱入見王，且召之。王大驚，猶豫不敢行，曰：『吾當與家人議之。』入久不出。繼隆促之曰：『事久，將為他人有。』遂與王雪下步行至宮門，呼而入。繼隆使王且止其直廬，曰：『王且待於此，繼隆當先入言之。』德玄曰：『便應直前，何待之有？』遂與俱進至寢殿。」下面這一段描述很有戲劇性：「宋后聞繼隆至，曰：『德芳來耶？』繼隆曰：『晉王至矣。』后見帝愕然，遽呼官家曰：『吾母子之命，皆託於官家。』帝泣曰：『共保富貴，無憂也。』」
司馬光上距太祖太宗不到百年，其人又是謹嚴的歷史學家，除去時值太宗子孫當朝為君主，司馬光出於「爲尊者諱」的考慮，對太宗或有辯護開脫（此段文字暗示太祖崩時唯有宋后在旁，太宗不在宮中，自不可能如僧文瑩《續湘山野錄》所言弑兄）外，其言當較可信。此說日後也爲南宋學者李燾所採，編入《續資治通鑒長編》中。
宋皇后在太祖崩後的舉動，與「金匱之盟」、「燭影斧聲」一起，成爲大宋宮闈的迷案。自太祖而太宗，這畸形的皇位繼承的真實內幕，就只有留給後人去想像了。歷史留下來的，只是終北宋一朝，太宗的後代占據皇位，而開國太祖的後代却短命飄零，宋皇后死後連該當的喪儀禮遇也得不到的事實。
| 前任者： 王皇后     | 宋朝皇后 968年—976年 | 繼任者： 李皇后 |
| 前任者： 南唐小周后 | 宋朝皇后 968年—976年 | 繼任者： 李皇后 |
| 前任者： 南汉马皇后 | 宋朝皇后 968年—976年 | 繼任者： 李皇后 |